# Чандрасекхара Венката Раман
Чандрасекхара Венката Ра́ман (там. சந்திரசேகர வெங்கடராமன், англ. Chandrasekhara Venkata Raman; 7 ноября 1888 — 21 ноября 1970) — индийский физик, член Индийской АН, её основатель и президент (с 1934 года). Автор новаторской работы в области рассеяния света, которая принесла ему Нобелевскую премию по физике 1930 года: он обнаружил, что, когда свет проходит прозрачный материал, часть отклоненного света меняет длину волны и амплитуду, каковое явление ныне известно как комбинационное рассеяние света или эффект Рамана. 
В 1954 году правительство Индии удостоило его высшей гражданской награды Индии — Бхарат ратна.

## Биография
Родился в семье брахманов в Тамилнаде, родным его языком был тамильский. Отца звали Чандрасекар Раманатан Айера, а мать — Парвати Аммал. Был вторым среди десяти детей. Его отец Раманатан Чандрасекар преподавал математику и физику в колледже г-жи А. В. Нарасимха Рао, Визагапатам (тогда Вишакхапатнам) в штате Андхра-Прадеш, а затем в Президентском колледже в Мадрасе (ныне Ченнаи). Ещё в раннем детстве Рамана его семья перебралась в город Визагапатам, Уттар-Прадеш. Сам Ч. В. Раман приходился дядей известному астрофизику Субраманьяну Чандрасекару, с которым у него сложились довольно сложные отношения.
Учился в англо-индийской средней школе св. Алоизия в городе Визагапатам. Окончил Президентский колледж в Мадрасе (где учился в 1902—1906 годах), где его отец преподавал математику и физику. В Мадрасском университете в 1904 году получил звание бакалавра наук, а в 1907-м, в 19-летнем возрасте — магистра наук (с отличием). Из-за слабого здоровья не мог продолжить образование в Европе.
В 1906—1917 годах работал в Департаменте финансов в Калькутте помощником главного бухгалтера, одновременно занимаясь научной деятельностью в лаборатории калькуттского филиала Индийской ассоциации содействия науке. Так, с детства увлекавшийся музыкой Венката Раман проводил научное исследование индийских барабанов и струнных инструментов, опубликовав около тридцати статей в этой области.
В 1917 году Раман уволился с правительственной службы и занял только что созданную должность профессора физики в Калькуттском университете. В то же время он продолжал исследования в Индийской ассоциации содействия науке, почетным секретарём которой он стал. Вокруг него собрались многочисленные талантливые ученики. Раман называл этот период своим «золотым веком».
В 1917—1933 годах — профессор Калькуттского университета. С 1933 года профессор и в 1933—1937 годах директор Института науки в Бангалоре, с 1948 года директор Института Рамана в Хеббале и национальный профессор Индии.
С 1907 года состоял в браке с артисткой Локой Сундари Аммал (1892—1980), с которой у него было двое сыновей, один из которых стал известным радиофизиком.

### Вклад в науку
Работы по оптике, акустике, молекулярной физике, физике кристаллов, коллоидной оптике, электро- и магнитооптике, фотоэффекту, дифракции рентгеновских лучей, магнетизму, физиологии зрения. Дал теорию эффекта Комптона, исследовал дифракцию света на ультразвуке, бриллюэновское рассеяние в жидкостях и твердых телах.
Возвращаясь в 1921 году с первого визита в Европу, где он принимал участие в работе Конгресса британских университетов в Оксфорде, Раман задался целью объяснить тёмно-синий цвет моря и вскоре теоретически доказал, что тот определяется рассеянием света на молекулах воды, как и цвет неба объясняется рассеянием света на молекулах воздуха.
В 1927 году обнаружил анизотропию диамагнитной восприимчивости молекул бензола. Изучал цвета и их восприятие. Пытался построить теорию цветового зрения. В 1941—1956 годах развивал теорию колебаний кристаллической решетки.
В 1928 году, совместно с К. С. Кришнаном открыл на жидкостях (независимо от Л. И. Мандельштама и Г. С. Ландсберга) комбинационное рассеяние света (Нобелевская премия, 1930). Это явление явилось ещё одним доказательством квантовой природы света. Рамановское рассеяние положило начало целому направлению в спектроскопии молекул и кристаллов — рамановской спектроскопии — эффективному методу исследования электронной структуры молекул. Об открытии сообщил в обращении 1929 года к Королевскому обществу Эрнест Резерфорд.
В 1941—1956 годах работал над теорией колебаний кристаллической решетки.
Много сделал для развития науки в Индии, основал ряд научных журналов, создал школу физиков.

### Признание
Лауреат Нобелевской премии по физике за 1930 год («за работы по рассеянию света и за открытие эффекта, названного в его честь»). Его советские коллеги, совершившие параллельно то же открытие, к награде представлены не были. Он стал первым Нобелевским лауреатом в области науки из Азии (до него Нобелевскую премию получил Рабиндранат Тагор, но в области литературы).
В 1954 году награждён высшей гражданской государственной наградой Индии — Бхарат ратна. Кроме того, Раман получил звание рыцаря от британского короля, а также степени почетного доктора от различных университетов (Калькутты, Бомбея, Мадраса, Бенареса, Дакки, Майсура, Дели, Фрейбурга, Глазго и Парижа) и ряд медалей. Среди них — золотая медаль Маттеуччи Итальянской национальной академии наук (1928), медаль Хьюза Лондонского королевского общества (1930), медаль Франклина Франклиновского института (1941). Ему были присвоены почетные ученые степени университетами

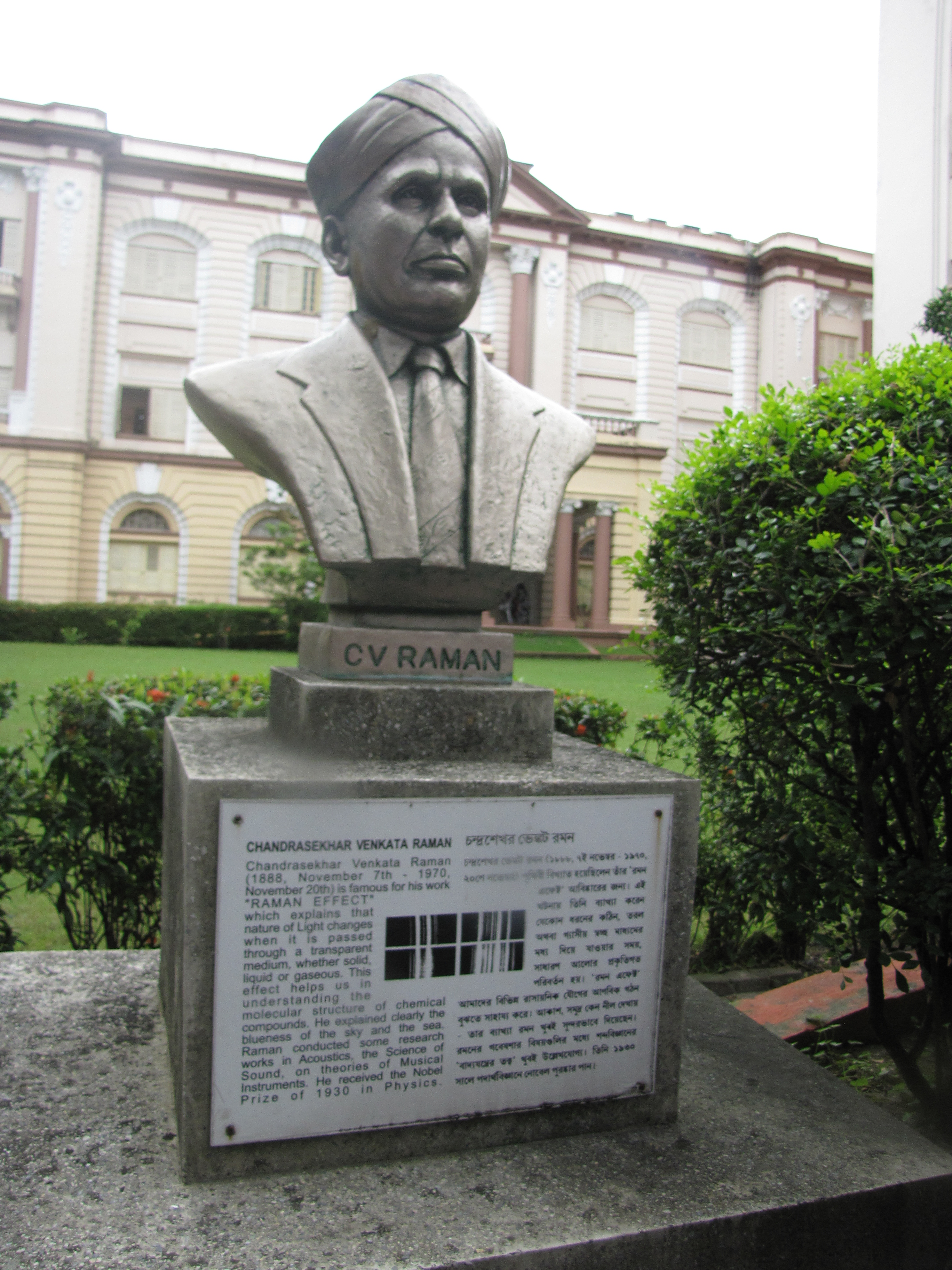
Бюст Рамана перед музеем Бирла в Калькутте

Член ряда академий наук и научных обществ: Лондонского королевского общества (1924—1968), Королевского философского общества в Глазго, Ирландской королевской академии, Американского оптического общества, Американского минералогического общества, Цюрихского физического общества и Папской академии наук, иностранный член-корреспондент Академии наук СССР (1947).
Активный борец за мир. Ленинская премия «За укрепление мира между народами» (1957).

## Память
Эффект Рамана (1923 год) послужил одним из веских доводов в пользу реального существования квантов света (фотонов).

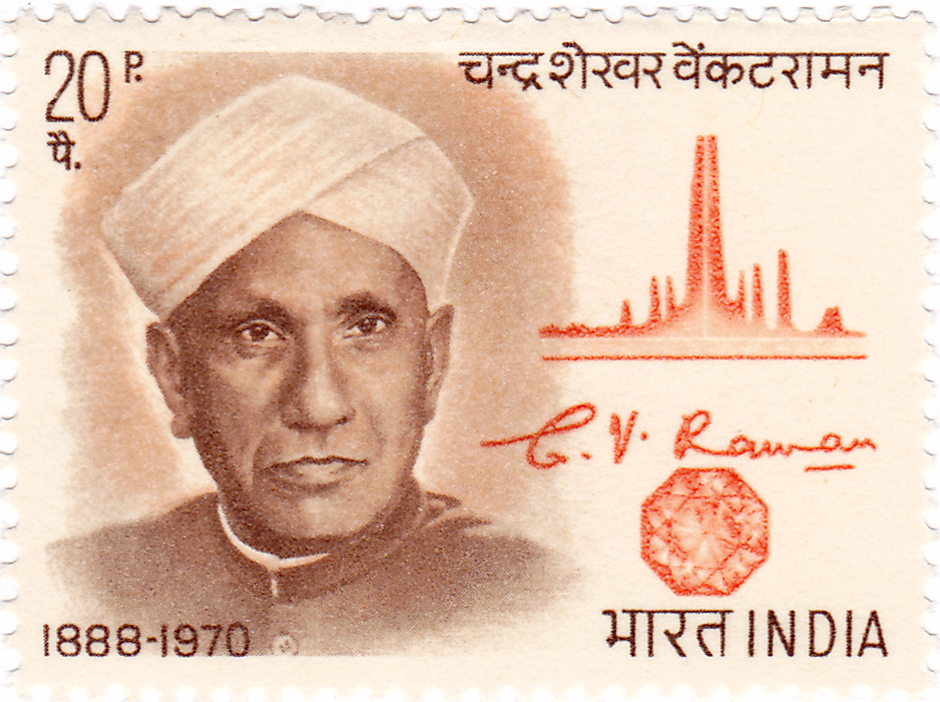
Почтовая марка Индии 1971 года, посвящённая Ч. В. Раману(Sc #548)

21 ноября 1971 года была выпущена почтовая марка Индии, посвящённая Ч. В. Раману (Sc #548). На ней изображён портрет этого учёного, его подпись (справа в центре) и раман-спектр тетрахлорметана (справа вверху).
В 1976 г. Международный астрономический союз присвоил имя Рамана Чандрасекхара Венката кратеру на видимой стороне Луны.
28 ноября Индия празднует национальный день науки в честь открытия рамановского рассеяния в этот день в 1928 году.